# Seegraben (Dresden)

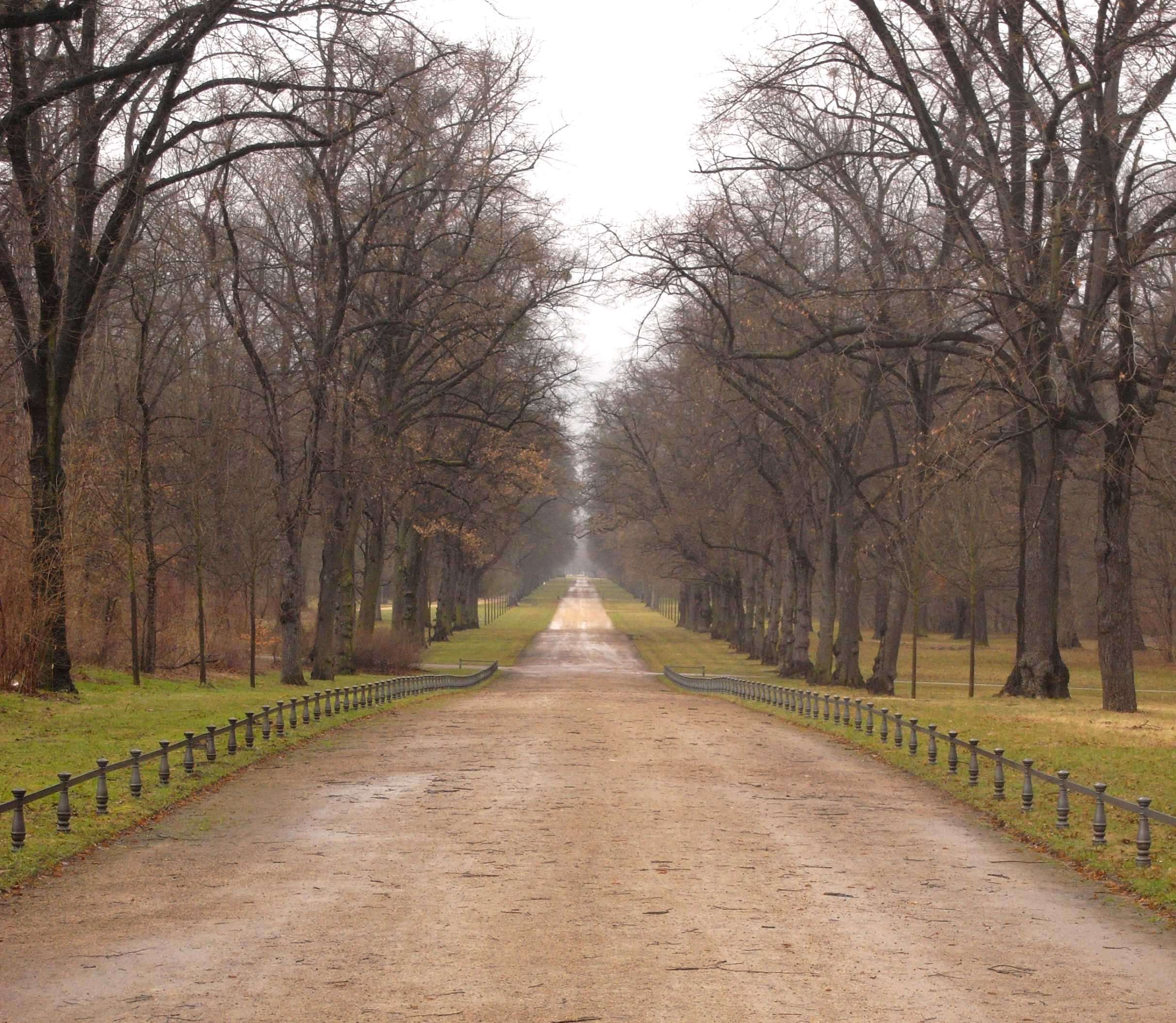
Die Senke des Seegrabens an der Südallee im südöstlichen Großen Garten

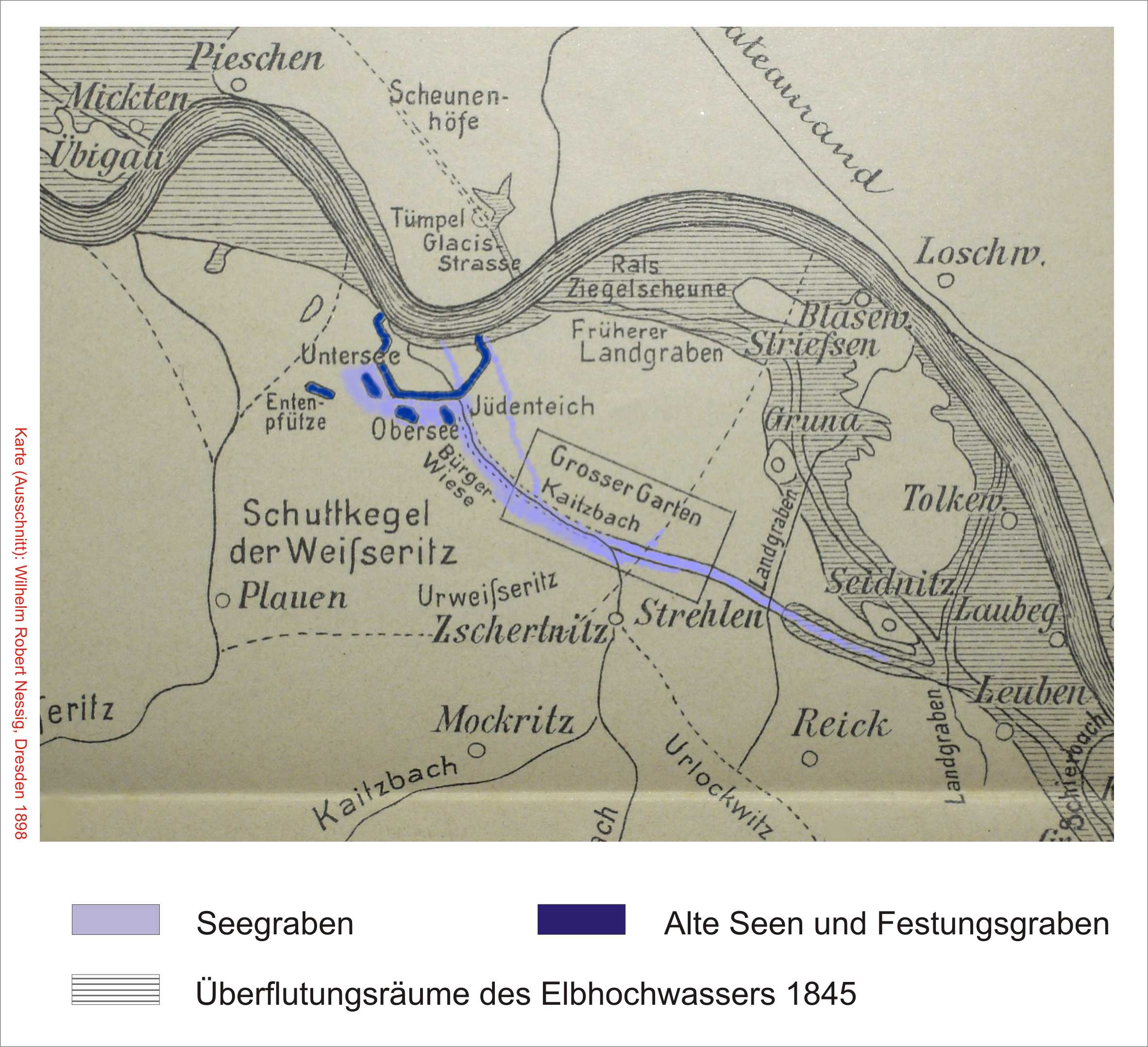
Verlauf des Seegrabens (hellblau)

Als Seegraben oder Seegrabenrinne bezeichnet man in Dresden eine Rinne, die einen alten Elblauf markiert. Sie ist in ihren oberen Schichten mit Auenlehm gefüllt und bestimmt auf diese Weise dessen Ausdehnung und seinen Verlauf. Er bildet im Gelände eine als lange und flache Senke wahrnehmbare Struktur, die aus dem östlichen Stadtgebiet kommend bis an den Südrand des Stadtzentrums heranführt. Der Seegraben ist nicht zu verwechseln mit dem gleichnamigen Wassergraben in den Seewiesen an der Stadtgrenze von Dresden zu Radebeul.

## Lage

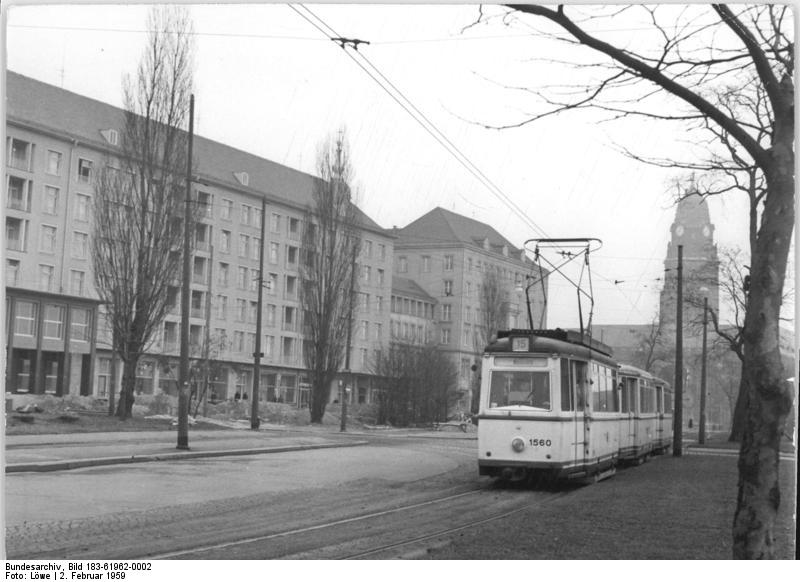
Dr.-Külz-Ring im Bereich des Alten Sees nahe am Dippoldiswalder Platz (1959)

Der Seegraben beginnt westlich von Altdobritz zwischen Altseidnitz und der Pferderennbahn. Er verläuft in westlicher Richtung weiter, unterquert die Rennplatzstraße und eine anschließende Kleingartenanlage bis zur Liebstädter Straße. Danach schneidet der vom Koitzschgraben gespeiste Landgraben diese Senke im rechten Winkel, ohne sein Wasser hier einzuleiten. Die Seegrabensenke folgt weiter der Winterbergstraße bis zur Pikardie am östlichen Ende der Hauptallee im Großen Garten. Dort wendet sich der Seegraben leicht in südliche Richtung und berührt am nördlichen Rand den Carolasee, wo er sich zu seiner größten Breite (etwa 250 m) entwickelt. Dessen Einsenkung ist im Großen Garten entlang der Südallee sehr gut erkennbar und kann dort in niederschlagsreichen Jahreszeiten stehendes Wasser führen.
An der Querallee nimmt er den Kaitzbach auf. Mit seinem vollen Querschnitt erstreckt sich der Seegraben unter dem gesamten Zoologischen Garten, weiter die Lennéstraße unterquerend in den Bereich der Bürgerwiese hinein. Deren Ausdehnung und Form stimmen mit den Dimensionen der Seegrabensenke überein. Ihre weitere westliche Fortsetzung quert unter dem Georgplatz und den gesamten Dr.-Külz-Ring, wo sie am Dippoldiswalder Platz in Richtung Norden dem westlichen Rand vom Antonsplatz bis zum Postplatz folgt. Dort stößt der Seegraben auf den Schotterfächer der Weißeritz.
Nach modernen Erkenntnissen führt vom Seegraben am nordöstlichen Rand des Zoologischen Gartens ein Seitenzweig weg, der sich unter dem Georg-Arnhold-Bad, das Hygienemuseum streifend unter dem Pirnaischen Platz bis zum Albertinum in Richtung Elbufer erstreckt. Eine weitere Abzweigung läuft vom Georgplatz zum Gewandhaus und Neumarkt bis zum östlichen Ende des Fürstenzuges. Dieser Zweig hatte für die frühe Stadtentwicklung eine besondere Bedeutung.

## Geologie
Der Seegraben ist eine Wasser führende Zone, die für die hydrologischen Verhältnisse im Gebiet der Dresdner Altstadt eine wichtige Rolle spielt. Das hatte und hat Auswirkungen für die Grünflächengestaltung und Bebauung im Stadtgebiet.
Seiner Entstehung nach bildet der Seegraben einen Teil der kaum mäandrierenden Altwasserrinnen der Elbe auf dem Stadtgebiet. Als Flussbett mit gelegentlicher historischer Wasserführung ist er durch mineralische Suspensionsfracht ausgefüllt worden. Späterer organogener Stoffeintrag hat zusätzlich humose Oberschichten ausgebildet, besonders im Bereich der ehemaligen Seen an der Südseite der alten Stadt (Dr.-Külz-Ring). Mit dem Wasser des Kaitzbaches wurden diese Substanzen hier eingetragen.
Die Seegrabensenke ist weitgehend mit einer Schicht Auenlehm aus dem Holozän bedeckt, der eine Mächtigkeit um 0,5 m aufweist und aus Schluff, Feinsand mit Glimmeranteilen besteht. Darunter befindet sich feinsandiger oder fetter Ton, der älteren Elb- und Lockwitzkiesen der Niederterrasse auflagert.
Als in der Zeit des Weichsel-Hochglazials die klimatischen Veränderungen zum Abschmelzen der Vereisungen und Schneelagen in den nahen Mittelgebirgsräumen führten, erlebten viele Flüsse starke Hochwasserereignisse. Das führte in Senken zu einer Auffüllung mit fluviatilen Sedimenten, die in den sich weitenden Tälern, wie dem der Elbe im Bereich Dresden, Bänke ausbildeten. Das schuf in der Folge Werder und Altwasser. Die hier in Frage kommenden Ablagerungsprozesse ereigneten sich seit dem späten Subboreal.
Der Seegraben wird von dem älteren (diluvialen) Tallehm der Niederterrasse beidseitig flankiert, der aus schluffig-sandigen Bestandteilen besteht. Von der südlichen Seite in den Gemarkungen Reick und Strehlen bis in den Großen Garten fehlt der Tallehm und wird von diluvialen (Weichsel-Hochglazial) Elbschottern der Niederterrasse begleitet und unterlagert. Diese gewann man bis zur Bebauung im Bereich zwischen Winterbergstraße und Basteistraße in einer Kiesgrube. In ihren alten Elbschottern aus Quarz fand man Geröllstücke von Sandstein, Basalt und Phonolith. Der Aufschluss soll Kies- und Sandschichten in Wechsellagerung gezeigt haben. Das Liegende der Tonauskleidung im Seegraben ab etwa Querallee im Großen Garten bis zum Altstadtkern sind dagegen jüngere Kiese.
Ab dem Bereich an der Querallee des Großen Gartens, wo der Kaitzbach in die Seegrabensenke eintritt, ist sie mit dessen weiteren alten Flusslauf identisch. Im Mittelalter mündete er in einer auenartigen Landschaft am ehemaligen Wilsdruffer Tor (heute der Postplatz) in einen damals dort fließenden Weißeritzarm.

## Historische Bezüge

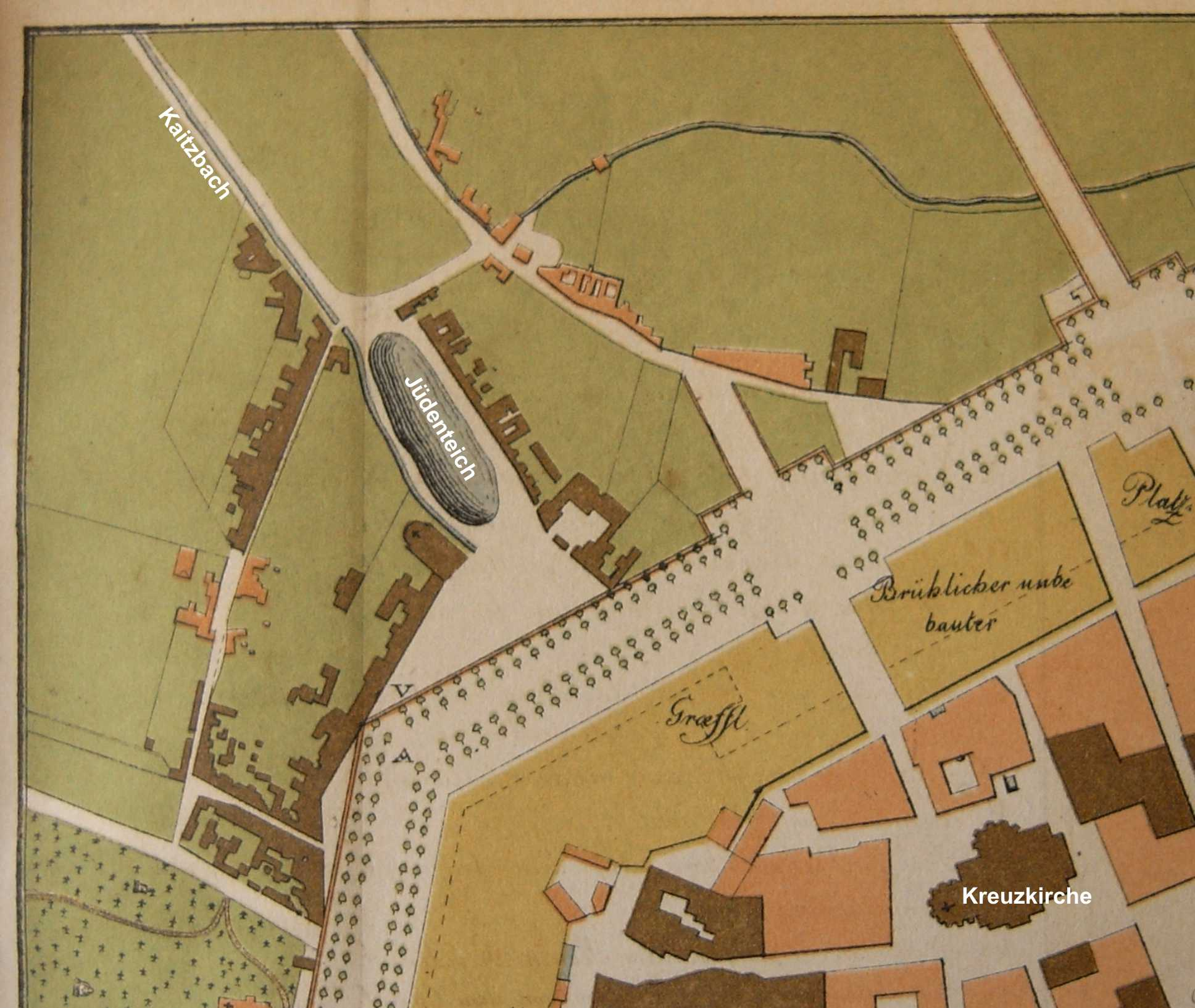
Der Jüdenteich und der Kaitzbach um 1759 nahe der ehemaligen Stadtbefestigung (Karte gesüdet)

Der Seegraben war die Ursache aller ehemaligen Seeflächen am Südrand des mittelalterlichen Stadtkerns von Dresden. Der Jüdenteich, Alte Teich (Oberer See) und Neue Teich (Unterer See), die zusammen der Seestraße, dem ehemaligen Seetor und nachfolgend dem Stadtteil Seethorvorstadt oder später Seevorstadt den Namen gaben, lagen im Bereich dieser Senke. Diese Teichflächen verschwanden beim Fortschritt der Vorstadtbebauung bis zum Beginn des 19. Jahrhunderts. Sie befanden sich vor den Festungsanlagen mit eigenem Festungsgraben. Dessen Wasserführung wurde hauptsächlich durch den Kaitzbachzufluss bestimmt. Die heutigen Straßen Am See und Seestraße beziehen sich namentlich auf diese frühere Seenlandschaft.
Der Jüdenteich war die letzte erhaltene Teichfläche. Er verschwand Anfang des 19. Jahrhunderts durch die bauliche Entwicklung im Umfeld der damaligen Kreuzschule.
Ein am ehemaligen Jüdenteich abgehender Zweig des Seegrabens, mit seiner Unterquerung des Neumarkts, bildete die natürliche Grundlage für den östlichen Festungsgraben des mittelalterlichen Dresdens. Zu dieser Zeit lag die alte Frauenkirche deshalb noch vor dem Stadttor.
Im Verlauf des 18. Jahrhunderts entstanden in der Seevorstadt viele bürgerliche Gartenanlagen. Der beständig feuchte Moorboden im ehemaligen Seengebiet bot dafür günstige Bedingungen. In einer Beschreibung aus dem Jahr 1804 wird das davon betroffene, aber schon bebaute Stadtbild wie folgt geschildert:

„Vom Seethore links, dann rechts, zwischen neuen Gebäuden hindurch, führt uns die halbe Eulengasse, […] auf einen der schönsten, freien Plätze der Stadt, an den sogenannten Jüdenteich. Dieses Quartier fängt von der Waisenkirche und dem Waisen- und Zuchthause, einem ansehnlichen Gebäude in der Pirna’schen Vorstadt, mit einer 19 Fenster langen Fronte, an, und geht längs der Bürgerwiese, die dem Magistrat gehört und mit einer hohen, steinernen Mauer eingefasst ist, bis zum Dohna’schen Schlage hin. Hier liegen des Prof. Tittmann’s Haus und Garten, Richter’s öffentlicher Garten, […] das Wirthschaftsgebäude vom ehemaligen Moczinska’schen Garten u.a.m. Alle diese Gärten und Gartenhäuser, die netten Gebäude der freundlichen Gassen und die schöne Fronte an der großen Wiese gewähren einen reizenden Anblick. Du siehst die Residenz allmählich in eine heitre Landstadt sich verwandeln. Um sie her breitet sich der schöne Teppich einer großen Feldflur aus, welche der Natursinn unsrer wohlhabenden Cultivateurs mit gefälligen Landsitzen eingefasst hat. Dieser sanfte Übergang von der Kunst zur Natur ist wenig Städten so eigenthümlich, wie der Hauptstadt Sachsens.“